# Mullumbimby
Mullumbimby is een plaats in de Australische deelstaat New South Wales en telt 3.129 inwoners (2006).